# Список церквей в Северной Англии, сохранённых Фондом сохранения церквей

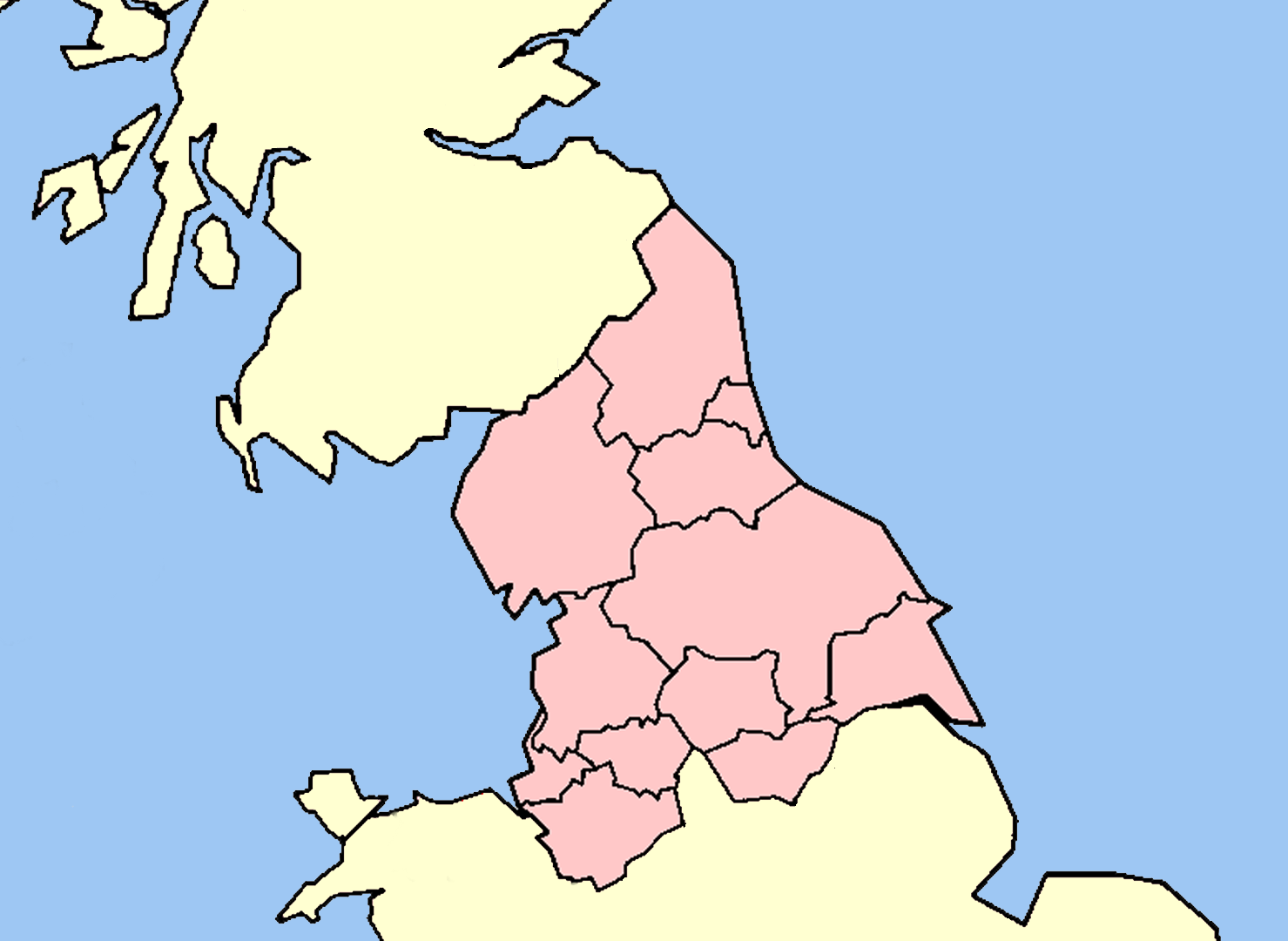
Расположение Северной Англии на территории Великобритании

Фонд сохранения церквей (англ. Churches Conservation Trust) — благотворительная организация, целью которой является управление и охрана исторических церквей, не использующихся для регулярных богослужений или вовсе заброшенных. Фонд был учреждён в 1968 году. До 2001 года частично трест финансировался Департаментом по вопросам культуры, средств массовой информации и спорта, в настоящее время — только на частные пожертвования. Местные общины используют памятники для проведения экскурсий, различных торжественных мероприятий и выставок. Церкви под охраной Фонда ежегодно посещает более 1,5 миллионов человек.
В данный список включено 50 исторических зданий, расположенных на территории Северной Англии. Из них 18 находятся в графстве Северный Йоркшир, 6 в Ланкашире, 6 в Большом Манчестере, 5 в Саут-Йоркшире, 4 в Камбрии, 4 в Уэст-Йоркшире, 2 в Нортумберленде, 2 в Чешире, 2 в Тайн-энд-Уир и 1 в Мерсисайде.

## Классификация
| Класс | Критерий                                                                                                |
| ----- | --- |
| I     | Здание представляет исключительный интерес, иногда рассматривается как памятник международного значения |
| II*   | Важное здание, представляющее особый интерес                                                            |
| II    | Здание общегосударственного значения, представляющее особый интерес                                     |

## Список церквей
| Название                                              | Расположение и координаты                        | Изображение | Основание       | Примечания | Класс |
| ----------------------------------------------------- | ------------------------------------------------ | --- | --------------- | --- | ----- |
| св. Андрея в Байуэлле                                 | Нортумберленд 54°56′53″ с. ш. 1°55′34″ з. д.     | | около 850       | Башня церкви первоначально построена в качестве оборонительного сооружения, неф был пристроен в XI веке, а алтарь и трансепт в XIII веке. В XIX веке в церкви была проведена реконструкция. | I     |
| Святой Троицы в Йорке                                 | Северный Йоркшир 53°57′40″ с. ш. 1°04′49″ з. д.  | | начало XII века | Построена в первой половине XII века, в последующие четыре столетия неоднократно перестраивалась. | I     |
| Девы Марии в Бёрдфорте                                | Северный Йоркшир 54°10′32″ с. ш. 1°15′23″ з. д.  | | XII век         | Построена в XII веке, перестраивалась в течение XVI—XIX веков. Купель церкви относится к XII веку, балдахин над нею XVII века. | II*   |
| Старая церковь в Айрби                                | Камбрия 54°44′34″ с. ш. 3°12′26″ з. д.           | | XII век         | В 1845-46 годах церковь была разрушена. Остатки алтаря были восстановлены в 1880 году архитектором Эваном Кристианом. | I     |
| св. Освальда в Кирк-Сэндэл                            | Саут-Йоркшир 53°33′59″ с. ш. 1°04′53″ з. д.      | | XII век         | Здание построено в нормандском стиле, перестраивалось в XIV и XVI веках. В 1828 году пристроена башня, а в 1864 и 1934 годах проведены реставрационные работы. | II*   |
| Девы Марии в Стейнбёрне                               | Северный Йоркшир 53°55′57″ с. ш. 1°37′29″ з. д.  | | XII век         | Алтарь построен в нормандском стиле. Во время реставрации 1894 года была добавлена ризница. | I     |
| Иоанна Крестителя в Тропэме                           | Саут-Йоркшир 53°22′57″ с. ш. 1°12′54″ з. д.      | | XII век         | Первые захоронения внутри церкви датируются около 1300 года. В XV веке к храму была пристроена башня, а в 1709 году восстановлены главное крыльцо и алтарь. | I     |
| св. Петра в Винтригхэме                               | Северный Йоркшир 54°08′48″ с. ш. 0°38′36″ з. д.  | | XII век         | Алтарь построен в норманском стиле, неф и башня датируются XIV веком. | I     |
| св. Петра в Эдлингтоне                                | Саут-Йоркшир 53°28′10″ с. ш. 1°11′57″ з. д.      | | конец XII века  | Церковь построена в нормандском стиле. Перестраивалась в XIII—XV веках. | I     |
| св. Лаврентия в Йорке                                 | Северный Йоркшир 53°57′15″ с. ш. 1°04′07″ з. д.  | | конец XII века  | Церковь была разрушена в 1881—83 годах. В настоящее время от постройки осталась только башня. | I     |
| Святой Троицы в Коверхэме                             | Северный Йоркшир 54°16′22″ с. ш. 1°50′30″ з. д.  | | XIII век        | Перестраивалась в XIV и XVII веках. | II*   |
| Иоанна Крестителя в Стэнвик-Сент-Джоне                | Северный Йоркшир 54°30′10″ с. ш. 1°42′56″ з. д.  | | XIII век        | Здание было отреставрировано в 1868 году архитектором Энтони Селвином. | I     |
| Святой Троицы в Уэнсли                                | Северный Йоркшир 54°18′05″ с. ш. 1°51′36″ з. д.  | | XIII век        | Современное здание построено на фундаменте саксонской церкви 8 века. В 14 и 15 веках в планировке храма проведены изменения, в 1719 году была пристроена башня. | I     |
| Часовня Девы Марии в Сакстоне                         | Северный Йоркшир 53°49′35″ с. ш. 1°17′47″ з. д.  | | XIV век         | Эта небольшая часовня хранит в себе коллекцию мебели 18 века. Сооружение было спасено от разграбления группой бродяг в 1930-е годы. | II*   |
| Девы Марии в Торнтон-ле-Мурс                          | Чешир 53°15′54″ с. ш. 2°50′19″ з. д.             | | XIV век         | Неф, алтарь и южный проход церкви датируются XIV веком. Башня и часовня были пристроены в XVI веке, южное крыльцо в XVII веке и арка над алтарём в XIX веке. После пожара 1909 года церковь была перестроена. | I     |
| Старая церковь Святой Троицы в Уэнтворте              | Саут-Йоркшир 53°28′48″ с. ш. 1°25′24″ з. д.      | | XIV—XV век      | Нетронутыми остались башня XV века и алтарь 1684 года постройки, неф не сохранился. Алтарь и часовня были восстановлены в 1925 году. | II*   |
| Всех Святых в Хэрвуде                                 | Уэст-Йоркшир 53°54′01″ с. ш. 1°31′26″ з. д.      | | около 1410 года | Церковь располагается на территории Харвуд-хауса. Сооружение было восстановлено в 1862-63 годах под руководством архитектора Джорджа Гильберта Скотта. | I     |
| св. Мартина в Уэнби                                   | Северный Йоркшир 54°07′13″ с. ш. 1°02′11″ з. д.  | | XV век          | В здании проводились реставрационные работы в 1871 и 1910 годах. | II*   |
| Девы Марии в Саут-Каутоне                             | Северный Йоркшир 54°25′07″ с. ш. 1°32′59″ з. д.  | | 1450—70         | Церковь была отреставрирована в 1883 году. | I     |
| св. Михаила в Кауторпе                                | Северный Йоркшир 53°58′07″ с. ш. 1°21′02″ з. д.  | | 1456—58         | Церковь построена в стиле перпендикулярной готики. Внутреннее убранство включает в себя пасхальный Гроб Господен и фрагменты Средневекового геральдического витража | I     |
| Старая церковь св. Леонарда в Лангхо                  | Ланкашир 53°49′06″ с. ш. 2°27′20″ з. д.          | | 1557            | Считается, что большая часть камня на строительство церкви была привезена из близлежащего аббатства Уолли после роспуска монастыря. Во время реконструкции 1879 году к строению добавили ризницу. | I     |
| св. Вербурги в Уорбёртоне                             | Большой Манчестер 53°24′08″ с. ш. 2°27′26″ з. д. | | XVI век         | Одна из немногих сохранившихся фахверковых церквей в Англии. В 1645 году были укреплены стены храма, а в 1711 году пристроена кирпичная башня. | I     |
| Иоанна Богослова в Лидсе                              | Уэст-Йоркшир 53°48′00″ с. ш. 1°32′32″ з. д.      | | 1632—34         | Одна из старейших церквей Лидса. В конце XIX века были предложения снести сооружение, но они были отвергнуты | I     |
| Церковь святого Ниниана в Брогэме                     | Камбрия 54°39′46″ с. ш. 2°41′05″ з. д.           | | 1660            | Построена для леди Анны Клиффорд. | I     |
| Старая церковь Иоанна Крестителя в Пиллинге           | Ланкашир 53°55′44″ с. ш. 2°54′40″ з. д.          | | 1717            | Построена в георгианском стиле, в 1813 году церковь была перестроена. | II*   |
| Святой Троицы в Сандерленде)                          | Тайн-энд-Уир 54°54′28″ с. ш. 1°22′08″ з. д.      | | 1718—19         | Церковь Троицы была построена из кирпича с каменной отделкой у основания крыши. В 1735 году были добавлены апсида и палладианские окна, выходящие на запад. | I     |
| Девы Марии в Тарлтоне                                 | Ланкашир 53°40′29″ с. ш. 2°49′26″ з. д.          | | 1719            | Эта церковь построена из кирпича. В 1824 году была перестроена башня и добавлены крыльцо и ризница. | II*   |
| св. Мартина в Аллертон-Маулеверере                    | Северный Йоркшир 54°00′57″ с. ш. 1°22′00″ з. д.  | | 1745—46         | Церковь расположена в непосредственной близости от замка Аллертон. Здание построено в неороманском стиле с элементами перпендикулярной готики. | II*   |
| Иоанна Богослова в Ланкастере                         | Ланкашир 54°03′01″ с. ш. 2°47′56″ з. д.          | | 1754—55         | Башня со шпилем были построены в 1784 году по проекту архитектора Томаса Гаррисона. В 1955 году была проведена реставрация под руководством Альберта Ричардсона, но в 1981 году церковь закрыли. | II*   |
| св. Георгия в Кэррингтоне                             | Большой Манчестер 53°25′48″ с. ш. 2°24′40″ з. д. | | 1757—59         | Ныне эта церковь располагается вблизи Манчестерского судоходного канала. | II*   |
| Старая церковь Бекконсоллов близ деревни Хескет-Бэнк) | Ланкашир 53°42′09″ с. ш. 2°49′52″ з. д.          | | 1764            | Церковь в георгианском стиле построена на месте старой часовни семейства Бекконсолл. Закрыта с 1926 года | II*   |
| св. Томаса на горах                                   | Большой Манчестер 53°34′42″ с. ш. 2°01′42″ з. д. | | 1765            | Построенную на склоне холма церковь посещали люди, отправлявшиеся в длительное путешествие. | II*   |
| св. Андрея близ Консетта                              | Нортумберленд 54°53′29″ с. ш. 1°55′52″ з. д.     | | 1769            | Построена на холме высотой в 293 метра. В XIX веке церковь пострадала из-за осадки грунта, вызванной горными выработками. | II*   |
| Христа в Мэклсфилде                                   | Чешир 53°15′31″ с. ш. 2°07′50″ з. д.             | | 1775—76         | Церковь построена на счёт промышленника Чарльза Роу. Галереи покоятся на чугунных колоннах. | II*   |
| Старая церковь Всех Святых в Скилтон-ин-Кливленде)    | Северный Йоркшир 54°33′44″ с. ш. 0°59′33″ з. д.  | | 1785            | Построена на месте старой церкви. | II*   |
| Старая церковь святого Стефана в Файлингдейлс         | Северный Йоркшир 54°26′25″ с. ш. 0°32′59″ з. д.  | | 1821—22         | Церковь располагается на возвышенности с видом на город и море. | I     |
| св. Троицы в Блэкберне                                | Ланкашир 53°45′04″ с. ш. 2°28′29″ з. д.          | A substantial stone church seen from the south; from the left is a tower with pinnacles, a nave with clerestory, a large south transept, and a short chancel | 1837—46         | Церковь построена по проекту Эдмунда Шарпа. Потолок состоит из 80 панелей, на каждой из которых изображён раскрашенный герб. Орган был изготовлен в Лондоне. | II*   |
| Девы Марии в Ройклиффе                                | Северный Йоркшир 54°05′19″ с. ш. 1°25′40″ з. д.  | | 1843            | Здание построено в неороманском стиле. | II*   |
| Христа в Стокпорте)                                   | Большой Манчестер 53°24′52″ с. ш. 2°10′04″ з. д. | | 1846            | Церковь построена по проекту Уильяма Хейли. В 1977 году здание сгорело, что привело к его частичному сносу. До настоящего времени сохранились башня и часть стен. | II*   |
| св. Григория в Лунной Долине                          | Камбрия 54°19′26″ с. ш. 2°33′50″ з. д.           | | 1850            | Церковь возведена как часовня для семьи Аптон. | II*   |
| Иоанна Богослова в Кэдби                              | Саут-Йоркшир 53°29′56″ с. ш. 1°13′31″ з. д.      | | 1856            | Построена под руководством архитектора Джорджа Гилберта Скотта по заказу баронета Джозефа Копли. Внутренне убранство выполнено скульптором Джоном Бирни Филипом. | II*   |
| Всех Святых Душ в Галифаксе                           | Уэст-Йоркшир 53°43′49″ с. ш. 1°51′46″ з. д.      | | 1856—59         | Здание спроектировано архитектором Джорджем Гилбертом Скоттом по заказу мануфактурщика Эдварда Экройда. Шпиль церкви достигает 72 метров. | I     |
| св. Стефана в Копли                                   | Уэст-Йоркшир 53°41′50″ с. ш. 1°52′23″ з. д.      | | 1863            | Построена архитектором Уильямом Кросслендом по заказу мануфактурщика Эдварда Экройда. Сама постройка располагается на склоне холма с видом на реку Колдер | II*   |
| св. Стефана в Ньюкасле-апон-Тайн                      | Тайн и Уир 54°57′49″ с. ш. 1°38′24″ з. д.        | | 1868            | Церковь возведена по проекту Уильяма Джорджа Армстронга в честь Чарльза Баринга, епископа Дарема. | II*   |
| св. Эдмунда в Рочдейле                                | Большой Манчестер 53°37′16″ с. ш. 2°09′56″ з. д. | | 1870—73         | Церковь была спроектирована Д. Медлендем Тейлором. Строительство обошлось в £28 000. Строение имеет крестообразную форму, черепичная крыша увенчана башней. Церковь была закрыта в 2009 году. | II*   |
| Христа-утешителя в Скелтоне-на-Уре                    | Северный Йоркшир 54°06′22″ с. ш. 1°27′04″ з. д.  | | 1871-76         | Церковь воздвигнута на территории поместья Ньюби-Холл. Она посвящена памяти Фредерика Вайнера, сына владельца земли, похищенного бандитами и убитого в 1870 году. Деньги, предназначавшиеся для выкупа, пошли на оплату строительства сооружения. Руководил работами архитектор Уильям Берджес | I     |
| св. Андрея в Восточном Хеслертоне                     | Северный Йоркшир 54°10′38″ с. ш. 0°34′57″ з. д.  | | 1877            | Церковь была построена по проекту архитектора Джорджа Эдмунда Стрита по заказу баронета Сайкса. Четыре статуи на башне церкви первоначально предназначались для северного крыльца Бристольского собора | I     |
| Всех Святых Душ в Болтоне                             | Большой Манчестер 53°35′37″ с. ш. 2°26′02″ з. д. | | 1880—81         | Церковь построена по заказу Томаса Гринхола. Неф церкви не имеет колонн, что делает его одним из самых широких нефов без подпорок в приходских церквях Англии | II*   |
| Старая церковь Христа                                 | Мерсисайд 53°28′15″ с. ш. 3°01′25″ з. д.         | | 1891-99         | Нынешняя церковь возведена на месте старой церкви, разобранной из-за ветхости. Работами руководили архитекторы Эдвард Грэхем Палей, Хьюберт Остин и Генри Палей. После закрытия сильно пострадала от действий вандалов. В настоящее время отреставрированное сооружение находится под охраной общества «Друзья Старой церкви Христа», в здании периодически проводятся различные торжественные мероприятия | II*   |